# Británico (Racine)

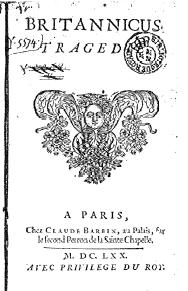
Edición de 1670.

Estrenada el 16 de diciembre de 1669, Británico (Britannicus) es la segunda de las grandes tragedias del dramaturgo francés Racine. Por primera vez, el autor usa un tema procedente de la historia romana. El emperador Claudio tiene un hijo llamado Británico. Se casa en segundas nupcias con Agripina la Menor y adopta a Nerón, hijo de un matrimonio anterior de Agripina. Nerón fue el sucesor de Claudio. Gobierna el Imperio con prudencia en el momento en el que se inicia la tragedia. Racine nos relata el instante mismo en el que se ve la auténtica naturaleza de Nerón: su repentina pasión por Junia, prometida de Británico, le mueve a liberarse del dominio de Agripina y a asesinar a su hermanastro.
Racine se sitúa en esta obra en el terreno favorito de su gran rival, Corneille, y compone esta tragedia romana y política, inspirándose en Tácito. Pero contrariamente a lo que hace Corneille, Racine se interesa poco por la política. La historia sirve como telón de fondo para poder usar personajes aristocráticos lejanos.
Como suele ocurrir con las obras de Racine, Nerón se ve empujado no tanto por el temor a ser derrocado por Británico como por una rivalidad sentimental. El deseo que siente hacia Junia está teñido de sadismo hacia la joven y hacia todo lo que ella ama. Agripina es una madre posesiva que no acepta perder el control que tiene de su hijo y del Imperio. Británico, a pesar de ser quien da nombre a la obra es un personaje menor con respecto a los otros dos. La obra no se centra sobre los inocentes, sino sobre los verdugos
El éxito de esta obra ha sido progresivo. Británico es hoy la segunda obra de Racine más representada en la Comédie Française tras Andrómaca, y una de las más estudiadas en los institutos francófonos.

## Argumento
- Acto I. Agripina siente temor por el actual comportamiento de Nerón: su hijo acaba de raptar a Junia en plena noche y quizás se vuelva ahora contra Británico, o incluso contra ella. Británico confiesa su desazón a Narciso.

- Acto II. Nerón confiesa a Narciso como se originó su deseo por Junia. Narciso le anima a deshacerse de su esposa Octavia. Para hacer sufrir a Británico, Nerón organiza un encuentro entre los dos enamorados, obligando a Junia a que se muestre insensible.

- Acto III. Agripina se da cuenta de que está perdiendo la influencia sobre su hijo. Junia confiesa a Británico que aún le ama. Aparece Nerón y arresta a ambos jóvenes.

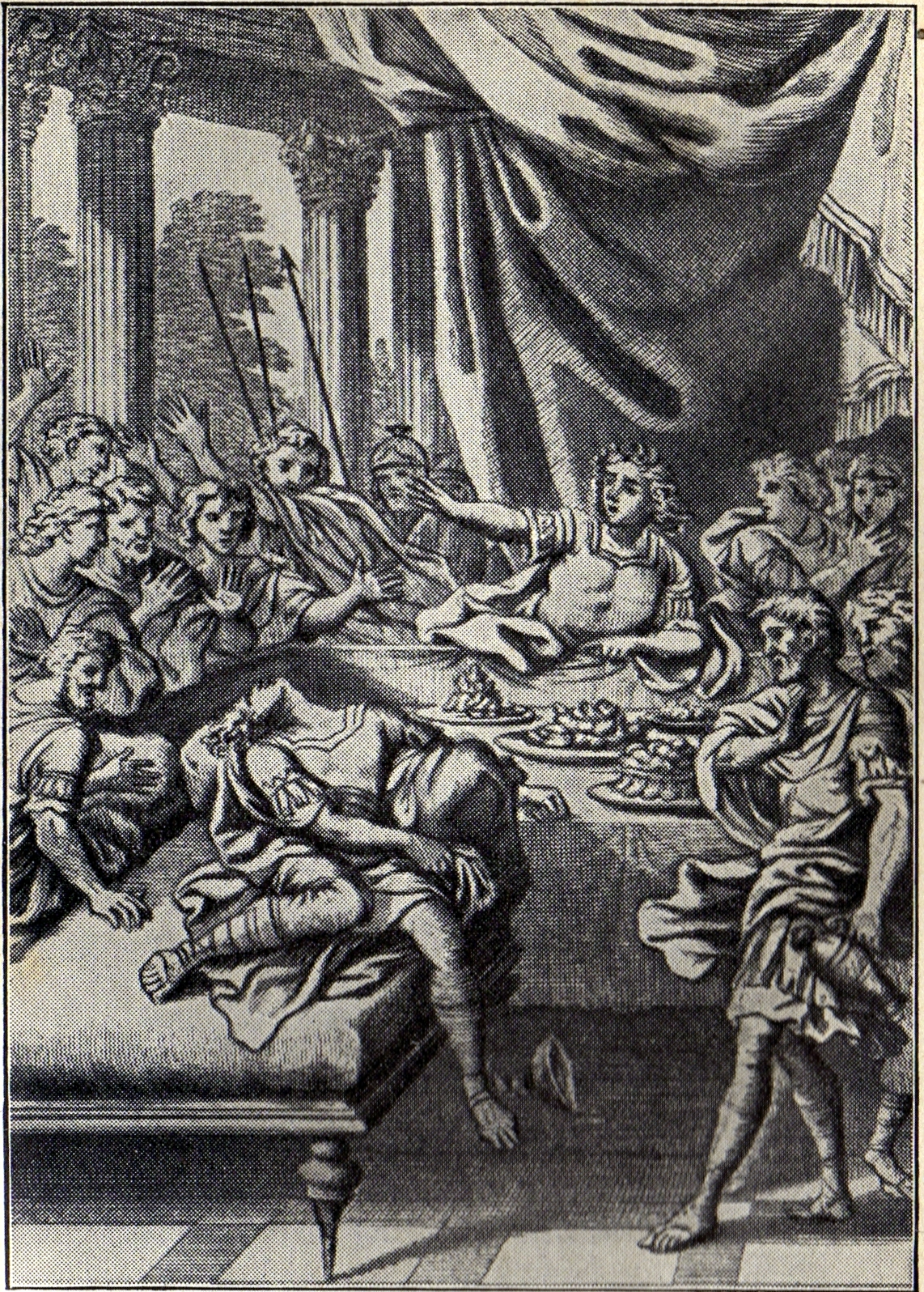
Británico envenenado. François Chauveau. Edición de 1675.

- Acto IV. Agripina llega para recordar a Nerón que es emperador gracias a ella. Luego Burro intercede en favor de Británico. Neron parece ceder, pero Narciso le incita a que haga morir a su hermanastro.

- Acto V. Británico decide visitar a Nerón para culminar su reconciliación. Nerón le sirve una copa envenenada y Británico muere. Junia ingresa entre las Vestales.